# 黑腹磯塘鱧
黑腹磯塘鱧（学名：Eviota nigriventris）为鰕虎科磯塘鱧屬下的一个种。

## 扩展阅读
- 維基物種上的相關：黑腹磯塘鱧